# 小庫亞利尼克河
小庫亞利尼克河（烏克蘭語：Малий Куяльник），是烏克蘭的河流，位於該國西南部，發源自比爾諾索韋以北，流經敖德薩州，河道全長89公里，流域面積1,540平方公里。